# ZF-Arena Friedrichshafen
Die ZF-Arena Friedrichshafen ist eine Mehrzweckhalle in der baden-württembergischen Stadt Friedrichshafen auf dem alten Gelände der Messe Friedrichshafen an der Meistershofener Straße. Sie ist seit dem 28. September 2020 wegen Einsturzgefahr aufgrund maroder Tragseile am Hallendach geschlossen.

## Bau und Namensvergabe
Nachdem die Bodenseesporthalle zu klein geworden und die Messe Friedrichshafen 2002 auf das neue Gelände nahe dem Flughafen umgezogen war, wurde die dreieinhalb Jahrzehnte zuvor in Betrieb genommene Messehalle 1 zwischen Juni und Anfang Dezember 2003 für die Volleyball-Heimspiele des VfB Friedrichshafen zur Arena Friedrichshafen umgebaut. Mit Ausnahme der Messehalle 10, die heute von einem Einkaufs- und Entertainmentcenter genutzt wird, wurden alle weiteren Hallen abgerissen. Im November 2008 wurde die Arena in ZF-Arena umbenannt und damit der Dank und die Anerkennung für das Engagement der ZF Friedrichshafen seitens der Stadt zum Ausdruck gebracht.

## Nutzung
In der ZF-Arena fanden Sportveranstaltungen, Konzerte, Shows, Präsentationen und Firmenveranstaltungen statt.
Neben der Halle 1 mit einer Spielfläche von 38,50 × 25,50 m, einer Höhe von 12,80 m, 4000 Sitz- und Stehplätzen auf Tribünen, Parkett und Balkon hat die Arena auch ein großzügiges Foyer, das ebenfalls für Veranstaltungen genutzt werden konnte, eine VIP-Lounge mit 270 Plätzen, 3 Nebenhallen mit zweimal 15 × 25 m Fläche und einmal 9 × 25 m Fläche sowie ein Sportleistungszentrum.
Hauptnutzer der Arena war der Volleyball-Bundesligist VfB Friedrichshafen, der seine Heimspiele der 1. Volleyball-Bundesliga und der Volleyball-Champions-League hier austrug. Vor dem Umzug in die ZF-Arena trugen die Volleyballer ihre Heimspiele in der nicht mehr zeitgemäßen Bodenseesporthalle aus.
Einmal jährlich, in der Regel am ersten Dezember-Wochenende, fand das U15-Hallenfußballturnier MTU Cup in der Arena statt. Der Finaltag 2019 war mit 4.000 Zuschauern ausverkauft.

## Galerie

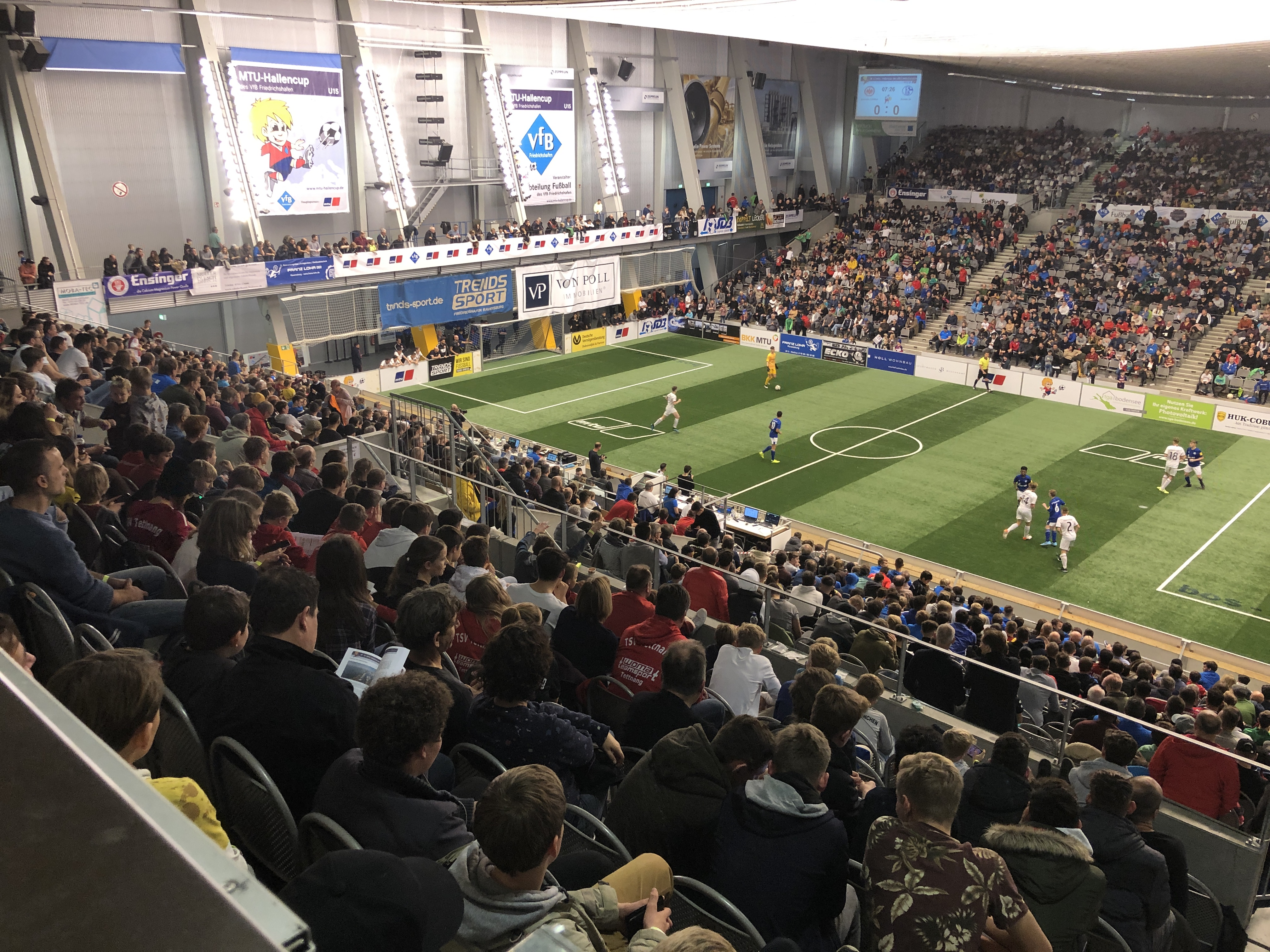
MTU Cup 2019 in der ZF-Arena Friedrichshafen